# Internationaler Saarlandpokal
Der Internationale Saarlandpokal war ein vom 1. FC Saarbrücken organisierter Fußball-Pokalwettbewerb, der in den Spielzeiten 1949/50 und 1950/51 ausgetragen wurde.
Nachdem der 1. FC Saarbrücken in der Saison 1948/49 außer Konkurrenz in der Zweiten Französischen Division spielte, und hier sogar die inoffizielle Meisterschaft errang, wurde dem Verein eine wiederholte Aufnahme für die Spielzeit 1949/50 verweigert. Da die erste Mannschaft des Vereins nicht an der schwachen Ehrenliga Saarland teilnehmen wollte, wurde der Internationale Saarpokal ins Leben gerufen.
Im Wettbewerb um den Pokal und die Siegprämie von zwei Millionen Saar-Franken spielte der 1. FC Saarbrücken zunächst zu Hause gegen 15 westeuropäische und südamerikanische Mannschaften. Die drei Mannschaften, die das beste Ergebnis gegen den Gastgeber erzielten, wurden zum Finalturnier eingeladen, welches aus dem Halbfinale, Spiel um Platz 3 und Finale bestand. Der 1. FC Saarbrücken gewann schließlich den 1. Internationalen Saarlandpokal durch ein 4:0 im Endspiel gegen Stade Rennais UC.
In der Saison 1950/51 nahm als zweite gastgebende Mannschaft der VfB Neunkirchen am Wettbewerb teil. Die Qualifikationsspiele wurden als Hin- und Rückspiele ausgetragen. Nachdem die Aufnahme des Saarländischen Fußballs in die Deutsche Ligastruktur für die Spielzeit 1951/52 feststand, flachte das Interesse für den Internationalen Saarlandpokal ab. Der Wettbewerb wurde nicht zu Ende geführt.

## Turniersieger
- 1949/50 – 1. FC Saarbrücken (4:0 gegen Stade Rennais UC; Saarbrücken, 11. Juni 1950)
- 1950/51 – nicht beendet, nur Qualifikationsspiele